# FontForge
FontForge es un editor de tipografías que soporta varios formatos comunes. Desarrollado inicialmente por George Williams hasta el año 2012, FontForge es un programa libre y de código abierto distribuido bajo las licencias GNU General Public License Versión 3 y BSD (de 3 cláusulas). Es compatible con los sistemas operativos Linux, Windows y macOS y está disponible en doce idiomas.

## Características
Para facilitar la conversión automatizada de formatos y otras tareas repetitivas, FontForge implementa dos lenguajes de script: uno propio y Python. FontForge puede ejecutar scripts desde su interfaz gráfica de usuario, desde su interfaz de línea de comandos.  Además ofrece sus características como módulo Python, de modo que pueda integrarse a cualquier programa Python.
FontForge soporta la especificación de archivos OpenType de Adobe (con sus propias extensiones para la sintaxis). También es compatible con las extensiones matemáticas no oficiales de Microsoft (MATH), introducidas para Cambria Math y soportadas por Office 2007, XeTeX y LuaTeX. 
FontForge utilizaba la biblioteca FreeType para renderizar los tipos de letras en pantalla. Desde la versión lanzada el 5 de noviembre de 2008, FontForge usa las librerías libcairo y libpango para representar gráficos y texto, dando soporte para diseños de gráficos suavizados y textos complejos.
FontForge puede usar Potrace o Autotrace para auto-tracear imágenes de mapa de bits e importarlas en una fuente. Algunas partes del código fuente de FontForge son usadas por el motor de tipografía LuaTex para leer y analizar fuentes OpenType.